# 小行星5769
小行星5769（英語：5769 Michard）是一颗围绕太阳公转的小行星。1987年8月6日，CERGA在科索尔发现了此天体。
这颗小行星的绝对星等为24.40942920441062等。